# Gary Wilson
Gary Wilson (Wallsend, Tyne and Wear, 11 de agosto de 1985) é um jogador profissional de snooker inglês.
Gary tornou-se profissional em 2004, permanecendo até 2006, e retornou as competições profissionais em 2013.
Venceu um torneio a contar para o ranking, o Chalenge Tour n.º 4 (2004) contra Jin Long. Foi finalista em outros dois torneios, o Chalenge Tour n.º 2 (2003) contra Hugh Abernethy (0-6) e o Open da China contra Mark Selby (2-10).